# Село Лорет, борци пали у ратовима од 1912. до 1918. године
Списак бораца из села Лорет, Општина Пожега, погинулих и умрлих у Балканским и Првом светском рату преузет је из књиге „Пожега и околина”, објављене 1978. године.
Подаци за подручје Пожеге прикупљани су у периоду 1976–1977. године преко матичних књига умрлих, спомен-плоча, крајпуташа, као и разговора са преживелим борцима и појединим грађанима који су по сећању могли да дају податке, уз напомену да спискови могуће да нису потпуни, због временске дистанце и недостатка поузданих извора.

## Списак
1. Благојевић Јовиша
2. Боловић Марјан
3. Боловић Владимир
4. Боловић Новак
5. Боловић Веселин
6. Боловић Миљко
7. Боловић Василије
8. Боловић Светислав
9. Боловић Ђурђе
10. Боловић Сава
11. Боловић Тодор
12. Грујовић Јовић
13. Јелесијевић Иван
14. Јелесијевић Раде
15. Јелесијевић Вељко
16. Јовићевић Христивор
17. Јовићевић Божидар
18. Јовићевић Велимир
19. Јовићевић Весо
20. Јовићевић Драгољуб
21. Јовићевић Обрад
22. Јовићевић Милија
23. Јовићевић Петар
24. Јовићевић Радосав
25. Јовићевић Ранко
26. Јовићевић Светислав
27. Јовићевић Стево
28. Јовићевић Иван
29. Јовићевић Мојсо
30. Јовићевић Милован
31. Јовићевић Михаило
32. Јовићевић Милосав
33. Јовићевић Радоје
34. Јовићевић Радивоје
35. Јовићевић Јаков
36. Јовићевић Ђорђе
37. Јовићевић Чедомир
38. Јовићевић Никит
39. Јовићевић Аксентије
40. Јовићевић Драгоје
41. Јовићевић Павле
42. Јовичић Мико
43. Јовичић Драгомир
44. Кршљак Срећко
45. Кршљак Никифор
46. Кршљак Манојле
47. Кршљак Миленко
48. Кршљак Милош
49. Максић Ђурђе
50. Максић Видоје
51. Марковић Раденко
52. Марковић Михаило
53. Марковић Миљко
54. Марковић Милета
55. Миливојевић Радомир
56. Ненадовић Новак
57. Николић Милинко
58. Николић Владимир
59. Обреновић Влајко
60. Обреновић Милија
61. Обреновић Велимир
62. Обреновић Радоје
63. Остојић Гојко
64. Радоњић Милија
65. Радоњић Божо
66. Ракић Средоје
67. Саватијевић Војимир
68. Саватијевић Вујица
69. Стоковић Стеван
70. Стоковић Милорад
71. Стоковић Рађен
72. Стоковић Ђорђе
73. Стоковић Милијан
74. Стоковић Момир
75. Стоковић Станимир
76. Стоковић Велимир
77. Стоковић Видосав
78. Стоковић Видоје[1]